# Zophorame
Zophorame es un género de arañas migalomorfas de la familia Barychelidae. Se encuentra en Australia.

## Lista de especies
Según The World Spider Catalog 11.5:
- Zophorame covacevichae Raven, 1994
- Zophorame gallonae Raven, 1990
- Zophorame hirsti Raven, 1994
- Zophorame simoni Raven, 1990